# Borów (powiat kraśnicki)
Borów – wieś w Polsce położona w województwie lubelskim, w powiecie kraśnickim, w gminie Annopol.
Wieś duchowna położona była w drugiej połowie XVI wieku w powiecie urzędowskim województwa lubelskiego. W latach 1975–1998 miejscowość należała administracyjnie do województwa tarnobrzeskiego.
Wieś stanowi sołectwo gminy Annopol. Według Narodowego Spisu Powszechnego (2011) wieś liczyła  463 mieszkańców.
| SIMC    | Nazwa      | Rodzaj     |
| ------- | ---------- | ---------- |
| 0786271 | Karasiówka | przysiółek |
| 0786265 | Rakówka    | część wsi  |

W latach II wojny światowej Borów stanowił oparcie dla silnych w tym regionie oddziałów Narodowych Sił Zbrojnych.
Kilka kilometrów od Borowa znajduje się Wólka Szczecka, gdzie NSZ rozstrzelało 26-28 członków GL.
2 lutego 1944 Borów wraz z sąsiednimi wsiami (Szczecyn, Wólka Szczecka, Łążek Zaklikowski, Łążek Chwałowski, Karasiówka) został spacyfikowany przez kilkutysięczną ekspedycję niemiecką, w skład której weszły też oddziały kolaborujących Rosjan i Ukraińców. Okupanci doszczętnie spalili wieś, mordując blisko 300 osób. Po wojnie udało się ustalić nazwiska 229 zamordowanych – z czego 183 pochodziło z Borowa, a pozostali byli mieszkańcami sąsiednich miejscowości. Spłonęło ponad 200 gospodarstw (ocalały jedynie kościół i gajówka). We wszystkich sześciu spacyfikowanych wsiach zamordowano łącznie 800 do 1300 Polaków (w tym kilkaset kobiet i dzieci). Była to prawdopodobnie najbrutalniejsza akcja pacyfikacyjna przeprowadzona przez Niemców na terenach wiejskich okupowanej Polski.